# Karlo Muhar
Karlo Muhar (ur. 17 stycznia 1996 w Zagrzebiu) – chorwacki piłkarz występujący na pozycji pomocnika. 

## Statystyki kariery

### Klubowe
| Klub               | Sezon              | Liga               | Liga    | Liga   | Puchar kraju | Puchar kraju | Kontynentalnie | Kontynentalnie | Łącznie | Łącznie |
| Klub               | Sezon              | Poziom             | Występy | Bramki | Występy      | Bramki       | Występy        | Bramki         | Występy | Bramki  |
| ------------------ | ------------------ | ------------------ | ------- | ------ | ------------ | ------------ | -------------- | -------------- | ------- | ------- |
| Dinamo Zagrzeb II  | 2015–16            | 2. HNL             | 23      | 3      | 0            | 0            | —              | —              | 23      | 3       |
| Dinamo Zagrzeb II  | 2016–17            | 2. HNL             | 25      | 1      | 0            | 0            | —              | —              | 25      | 1       |
| Dinamo Zagrzeb II  | 2017–18            | 2. HNL             | 28      | 1      | 0            | 0            | —              | —              | 28      | 1       |
| Dinamo Zagrzeb II  | Łącznie            | Łącznie            | 76      | 5      | 0            | 0            | —              | —              | 76      | 5       |
| Dinamo Zagrzeb     | 2017–18            | Prva HNL           | 1       | 0      | 0            | 0            | 0              | 0              | 1       | 0       |
| Inter Zaprešić     | 2018–19            | Prva HNL           | 34      | 2      | 3            | 1            | —              | —              | 37      | 3       |
| Lech Poznań        | 2019–20            | Ekstraklasa        | 29      | 1      | 3            | 0            | —              | —              | 32      | 1       |
| Lech Poznań        | 2020–21            | Ekstraklasa        | 6       | 0      | 2            | 0            | 3              | 0              | 11      | 0       |
| Kayserispor        | 2020–21            | Süper Lig          | 9       | 1      | 0            | 0            | —              | —              | 9       | 1       |
|                    | Łącznie            | Łącznie            | 79      | 4      | 8            | 0            | 3              | 0              | 90      | 5       |
| Łącznie w karierze | Łącznie w karierze | Łącznie w karierze | 223     | 9      | 8            | 1            | 3              | 0              | 245     | 10      |